# いそなみ (護衛艦)
いそなみ（ローマ字：JDS Isonami, DD-104、TV-3502）は、海上自衛隊の護衛艦。あやなみ型護衛艦の2番艦。艦名は「磯に打ち寄せる波」から由来し、この名を受け継いだ日本の艦船としては神風型駆逐艦 (初代)「磯波」、吹雪型駆逐艦「磯波」に続き3代目にあたる。

## 艦歴
「いそなみ」は、昭和30度計画1,700トン型警備艦1604号艦として、新三菱重工業神戸造船所で1956年（昭和31年）12月14日に起工され、1957年（昭和32年）9月30日に進水、1958年（昭和33年）3月14日に就役し、横須賀地方隊に直轄艦として編入された。
1958年（昭和33年）3月31日、横須賀地方隊第8護衛隊に編入。 同年10月25日、第8護衛隊が第1護衛隊群に隷下に編成替え。
1962年（昭和37年）から1963年（昭和38年）にかけての特別修理工事のさいに装備の近代化工事が実施され、未装備であった電波探知装置（ESM）NOLR-1が後檣に装備、捜索ソナーをOQS-12へ、攻撃ソナーをOQY-2へ換装。
1964年（昭和39年）12月24日、試運転のため、横須賀を出港、濃霧のため港外でリベリア船籍のタンカー「オリンピック・グレース」（37,000トン）の船首が左舷後部に衝突し、損傷した。
1966年（昭和41年）3月、後甲板の爆雷投射機2基、爆雷投下軌条2条が撤去され、可変深度式ソナー（VDS）OQA-1Aを装備。
1972年（昭和47年）には短魚雷落射機が撤去され、68式3連装短魚雷発射管を2基搭載する対潜攻撃能力強化工事を実施。
1975年（昭和50年）6月13日、第8護衛隊が廃止となり、練習艦隊第1練習隊に編入、定係港が呉に転籍。
1976年（昭和51年）には護衛艦籍のまま練習艦への改装が実施され、4連装長魚雷発射管を撤去し実習員講堂が新設された。
1983年（昭和58年）3月30日、練習艦に種別変更され、艦籍番号がTV-3502に変更。
1987年（昭和62年）7月1日、僚艦の「しきなみ」と共に除籍。
1988年（昭和63年）江田島造船所で実艦標的として使用するための準備作業を行い、対艦誘導弾の標的として海没処分
。